# 구계서원지
구계서원지는 대한민국 충청북도 증평군 증평읍에 있다. 2005년 5월 24일 증평군의 향토유적 제11호로 지정되었다.

## 개요
증평읍사무소에서 증평대교를 건너 미암리 증평일반산업단지 뒤편에서 오르거나 이곳을 지나 대지랭이 마을을 지나 도안면 노암리 2번 군도상에 세워진 인삼타운표지석 오른쪽으로 500ｍ쯤 접어들어 노암2리에서 오르면 해발 259ｍ와 242ｍ의 정상부 두 봉우리 둘레에 토성인 구암(구계)서원지이 축조돼 있다.
구암(구계)서원지은 이성산(二城山) 、유성산(杻城山) 、니성산(尼城山) 등으로 다양하게 불려왔으며 정상부(259ｍ)의 북성과 남쪽으로 400ｍ 떨어진 곳(242ｍ)에 남성으로 각각 독립된 형태로 축조된 토성(土城)이다.
북성은 장방형에 북고남저, 동고서저의 지세를 하고 있으며, 내성은 반월형이고 외성은 내성과 붙은 벽을 빼면 ‘ㄷ’형이고 2중의 테뫼식 산성으로 전체둘레는 429ｍ이다. 남성은 산의 정상부를 중심으로 7부에서 9부 능선상을 감아 돌면서 축조된 테뫼식 산성과 계속을 포함한 가지능선을 연결하는 포곡식 산성으로 복한된 2중산성이다. 남성의 내성은 741ｍ, 외성은 1,052ｍ이고 내、외성에 붙은 191ｍ를 제외한 전체둘레는 1,411ｍ이다.
남성 남서부의 외성벽을 제외하고 대체로 높이 1.5ｍ, 폭 1.5ｍ이며 성터에 판촉 또는 잡석을 넣지 않은 순수 토루이다.
축조 초기인 백제시대는 남성이 주성이고 북성과 동으로 1.5km에 있는 매봉산성은 전방위성으로 사용되었으며 고려시대 이후에는 산성의 주기능이 북성으로 옮겨 건 것으로 추정된다.

## 참고 문헌
- 구계서원지 - 증평군 군지정문화재(향토유적)